# 스트릿댄스 걸스 파이터2
《스트릿댄스 걸스 파이터2》 (Street Dance Girls Fighter2)는 2023년 11월 21일부터 12월 26일까지 엠넷에서 방영중인 댄스 서바이벌 프로그램이다.